# Emanuel Cleaver
Emanuel Cleaver II (ur. 26 października 1944 w Waxahachie) – amerykański polityk, członek Partii Demokratycznej.

## Działalność polityczna
Od 1991 do 1999 był burmistrzem Kansas City. Od 3 stycznia 2005 jest przedstawicielem 5. okręgu wyborczego w stanie Missouri w Izbie Reprezentantów Stanów Zjednoczonych.